# Adolfo di Schaumburg-Lippe
Adolfo di Schaumburg-Lippe (tedesco: Adolf Willem Victor) (Bückeburg, 20 luglio 1859 – Bückeburg, 9 luglio 1916) fu reggente del Principato di Lippe dal 1895 al 1897.

## Biografia
Era il settimo figlio di Adolfo I di Schaumburg-Lippe, e di sua moglie, Erminia di Waldeck e Pyrmont, figlia di Giorgio II di Waldeck e Pyrmont.

## Matrimonio
Sposò, il 19 novembre 1890 a Berlino, la principessa Vittoria di Prussia, figlia di Federico III di Germania e di Vittoria di Sassonia-Coburgo-Gotha. Dopo una luna di miele durata diversi paesi, la coppia ha preso come  residenza Palazzo Schaumburg a Bonn. Dopo un aborto spontaneo, il matrimonio rimase senza figli.
La mancanza di eredi portarono a una difficoltà nella successione. Dopo la morte del principe Valdemaro, il 20 marzo 1895, e l'ascesa del  fratello di Valdemaro, Alessandro, Adolfo venne nominato reggente di Lippe, siccome il principe Alessandro non era in grado di governare a causa di una malattia mentale. Ha continuato ad agire come reggente fino al 1897 quando fu sostituito dal conte Ernesto Casimiro di Lippe-Biesterfeld.

## Ascendenza
|                                         |                                |                                                      | Genitori                                        |  |  | Nonni |  |  | Bisnonni                       |  |  | Trisnonni                             |  |
|                                         |                                |                                                      |                                                 |  |  |       |  |  | Filippo II di Schaumburg-Lippe |  |  | Federico Ernesto di Lippe-Alverdissen |  |
|                                         |                                |                                                      |                                                 |  |  |       |  |  | Filippo II di Schaumburg-Lippe |  |  | Federico Ernesto di Lippe-Alverdissen |  |
|                                         |                                | Dorotea Amalia di Schleswig-Holstein-Sonderburg-Beck |                                                 |  |  |       |  |  | Filippo II di Schaumburg-Lippe |  |  |                                       |  |
| Giorgio Guglielmo di Schaumburg-Lippe   |                                |                                                      |                                                 |  |  |       |  |  | Filippo II di Schaumburg-Lippe |  |  |                                       |  |
|                                         |                                | Giuliana d'Assia-Philippsthal                        | Guglielmo d'Assia-Philippsthal                  |  |  |       |  |  |                                |  |  |                                       |  |
|                                         |                                | Giuliana d'Assia-Philippsthal                        | Guglielmo d'Assia-Philippsthal                  |  |  |       |  |  |                                |  |  |                                       |  |
|                                         |                                | Giuliana d'Assia-Philippsthal                        | Ulrica Eleonora d'Assia-Philippsthal-Barchfeld  |  |  |       |  |  |                                |  |  |                                       |  |
| Adolfo I di Schaumburg-Lippe            |                                | Giuliana d'Assia-Philippsthal                        |                                                 |  |  |       |  |  |                                |  |  |                                       |  |
|                                         |                                | Giorgio I di Waldeck e Pyrmont                       | Carlo Augusto Federico di Waldeck e Pyrmont     |  |  |       |  |  |                                |  |  |                                       |  |
|                                         |                                | Giorgio I di Waldeck e Pyrmont                       | Carlo Augusto Federico di Waldeck e Pyrmont     |  |  |       |  |  |                                |  |  |                                       |  |
|                                         |                                | Giorgio I di Waldeck e Pyrmont                       | Cristiana Enrichetta del Palatinato-Zweibrücken |  |  |       |  |  |                                |  |  |                                       |  |
| Ida di Waldeck e Pyrmont                |                                | Giorgio I di Waldeck e Pyrmont                       |                                                 |  |  |       |  |  |                                |  |  |                                       |  |
|                                         |                                | Augusta di Schwarzburg-Sondershausen                 | Augusto II di Schwarzburg-Sondershausen         |  |  |       |  |  |                                |  |  |                                       |  |
|                                         |                                | Augusta di Schwarzburg-Sondershausen                 | Augusto II di Schwarzburg-Sondershausen         |  |  |       |  |  |                                |  |  |                                       |  |
|                                         |                                | Augusta di Schwarzburg-Sondershausen                 | Cristina Elisabetta di Anhalt-Bernburg          |  |  |       |  |  |                                |  |  |                                       |  |
| Adolfo di Schaumburg-Lippe              |                                | Augusta di Schwarzburg-Sondershausen                 |                                                 |  |  |       |  |  |                                |  |  |                                       |  |
|                                         | Giorgio I di Waldeck e Pyrmont | Carlo Augusto Federico di Waldeck e Pyrmont          |                                                 |  |  |       |  |  |                                |  |  |                                       |  |
|                                         | Giorgio I di Waldeck e Pyrmont | Carlo Augusto Federico di Waldeck e Pyrmont          |                                                 |  |  |       |  |  |                                |  |  |                                       |  |
|                                         | Giorgio I di Waldeck e Pyrmont | Cristiana Enrichetta del Palatinato-Zweibrücken      |                                                 |  |  |       |  |  |                                |  |  |                                       |  |
| Giorgio II di Waldeck e Pyrmont         | Giorgio I di Waldeck e Pyrmont |                                                      |                                                 |  |  |       |  |  |                                |  |  |                                       |  |
|                                         |                                | Augusta di Schwarzburg-Sondershausen                 | Augusto di Schwarzburg-Sondershausen            |  |  |       |  |  |                                |  |  |                                       |  |
|                                         |                                | Augusta di Schwarzburg-Sondershausen                 | Augusto di Schwarzburg-Sondershausen            |  |  |       |  |  |                                |  |  |                                       |  |
|                                         |                                | Augusta di Schwarzburg-Sondershausen                 | Cristina Elisabetta di Anhalt-Bernburg          |  |  |       |  |  |                                |  |  |                                       |  |
| Erminia di Waldeck e Pyrmont            |                                | Augusta di Schwarzburg-Sondershausen                 |                                                 |  |  |       |  |  |                                |  |  |                                       |  |
|                                         |                                | Vittorio II di Anhalt-Bernburg-Schaumburg-Hoym       | Carlo Luigi di Anhalt-Bernburg-Schaumburg-Hoym  |  |  |       |  |  |                                |  |  |                                       |  |
|                                         |                                | Vittorio II di Anhalt-Bernburg-Schaumburg-Hoym       | Carlo Luigi di Anhalt-Bernburg-Schaumburg-Hoym  |  |  |       |  |  |                                |  |  |                                       |  |
|                                         |                                | Vittorio II di Anhalt-Bernburg-Schaumburg-Hoym       | Amalia Eleonora di Solms-Braunfels              |  |  |       |  |  |                                |  |  |                                       |  |
| Emma di Anhalt-Bernburg-Schaumburg-Hoym |                                | Vittorio II di Anhalt-Bernburg-Schaumburg-Hoym       |                                                 |  |  |       |  |  |                                |  |  |                                       |  |
|                                         |                                | Amalia di Nassau-Weilburg                            | Carlo Cristiano di Nassau-Weilburg              |  |  |       |  |  |                                |  |  |                                       |  |
|                                         |                                | Amalia di Nassau-Weilburg                            | Carlo Cristiano di Nassau-Weilburg              |  |  |       |  |  |                                |  |  |                                       |  |
|                                         |                                | Amalia di Nassau-Weilburg                            | Carolina d'Orange-Nassau                        |  |  |       |  |  |                                |  |  |                                       |  |
|                                         |                                | Amalia di Nassau-Weilburg                            |                                                 |  |  |       |  |  |                                |  |  |                                       |  |